# Базијано
Базијано (итал. Basiano) је насеље у Италији у округу Милано, региону Ломбардија.
Према процени из 2011. у насељу је живело 3639 становника. Насеље се налази на надморској висини од 170 м.

## Становништво
Према резултатима пописа становништва 2011. у општини је живело 3.639 становника.
| 1931. | 1936. | 1951. | 1961. | 1971. | 1981. | 1991. | 2001. | 2011. |
| ----- | ----- | ----- | ----- | ----- | ----- | ----- | ----- | ----- |
| 1.239 | 1.150 | 1.157 | 1.089 | 1.115 | 2.006 | 2.590 | 2.868 | 3.639 |